# استیو برک
استیو برک (به انگلیسی: Steve Burke) (زاده ۱۷ آوریل ۱۹۳۷) کارآفرین، بازرگان و مدیر ارشد اجرایی آمریکایی است، که در حال حاضر به‌عنوان مدیر عامل اجرایی شرکت ان‌بی‌سی یونیورسال و معاون رییس شرکت کامکست فعالیت می‌نماید.
برک عضو هیئت مدیره شرکت‌های ان‌بی‌سی یونیورسال، برکشایر هاتاوی، بانک جی‌پی مورگان چیس و بیمارستان کودکان فیلادلفیا نیز می‌باشد.